# ローズ環礁

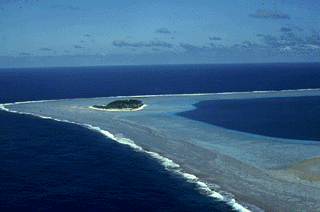
ローズ環礁

ローズ環礁（英語: Rose Atoll）は、サモア諸島の珊瑚環礁。陸地面積は0.21km2。アメリカ領サモアの一部であり、アメリカ合衆国の領土のうちで最南端に位置する。ローズ島(英語: Rose Islad)、Motu O Manu（モツ・オ・マヌ、"鳥の島"の意）とも。
1819年、探検航海中のルイ・ド・フレシネがヨーロッパ人としては初めて記録。フレシネはこの環礁を、同行した妻の名にちなんで命名した。
周囲には豊かな珊瑚礁が広がり、サメ類やオオシャコガイの生息地としても知られる。
2009年、ジョージ・W・ブッシュ大統領がナショナル・モニュメントに設定し、ローズ環礁を中心とする一帯が海洋保護区となった。